# Austrammo hirsti
Austrammo hirsti är en spindelart som beskrevs av Norman I. Platnick 2002. Austrammo hirsti ingår i släktet Austrammo och familjen Ammoxenidae. Inga underarter finns listade.